# Марковский исправительно-трудовой лагерь
Марковский исправительно-трудовой лагерь (также — Марковский ИТЛ, ИТЛ и Строительство Северной водопроводной станции, Севводстрой) — специализированный исправительно-трудовой лагерь, организованный в 1948 году для строительства Северной водопроводной станции в системе канала имени Москвы, а также всей сопутствующей инфраструктуры и вспомогательных производств. Дислоцировался  в районе железнодорожных платформ Марк и Долгопрудная.

## История
Марковский ИТЛ был организован 24 февраля 1948; управление строительства дислоцировалось первоначально на станции Марк Савёловской железной дороги. В дальнейшем оно передислоцировалось на станцию Долгопрудная по той же дороге.
После сооружения инфраструктуры посёлка Северный управление строительства разместилось там. Территориально образованный посёлок был подчинён Тимирязевскому району Москвы.
Севводстрой был закрыт 29 апреля 1953, при этом все лагерные подразделения были переданы Управлению исправительно-трудовых лагерей и колоний Управления Минюста СССР по Московской области.

### Подчинение
- С 24.02.1948 — Главгидрострой МВД СССР
- С 09.11.1949 — Главное управление лагерей железнодорожного строительства (ГУЛЖДС)
- С 02.04.1953 — ГУЛАГ Министерства юстиции СССР

### Производство
- Строительство Северной водопроводной станции для нужд г. Москвы
- Строительство жилого фонда (в том числе жилгородка на станции Лианозово)
- Строительство коммунально-бытовых и санитарных учреждений
- Строительство автодорог, подъездных железнодорожных путей, складов и т.п.
- Строительство центрального бетонного завода и цеха ЖБИ
- Договорные работы на Лианозовском заводе (№ 31), затем на заводе № 2 МАП СССР (январь—декабрь 1952)
- Все работы стройконторы Главного управления лагерей железнодорожного строительства (передана Управлению Севводстроя 25.02.1953)
- Лесозаготовки (Костромская область, в районе посёлка Мантурово)
- Добыча гравия, булыжного камня, щебня и т.д.

### Численность заключённых
- 01.03.1948 — 530 з/к
- 01.01.1949 — 4 978 з/к
- 01.01.1950 — 6 800 з/к
- 01.01.1951 — 4 928 з/к
- 01.01.1952 — 6 430 з/к
- 01.01.1953 — 4 958 з/к
- 05.1953 — 1 467 з/к (Учётно-распределительный отдел ГУЛАГа)[1]